# Андреа Савацкі
Андреа Савацкі (нім. Andrea Sawatzki), (23 лютого 1963, Шледорф, ФРН) — німецька акторка та письменниця.
Андреа озвучила німецькою десятки книг, зокрема, серію "Знаряддя Смерті" американки Кассандри Клер, а також "Чарівник країни Оз" (Лаймен Френк Баум).
Авторка книги "Der Blick fremder Augen", а також пенталогії "Familie Bundschuh".
Знімалась в Playboy.

## Вибіркова фільмографія
- Вечірнє шоу (1999)
- Експеримент (2001)